# 放蕩息子のたとえ話

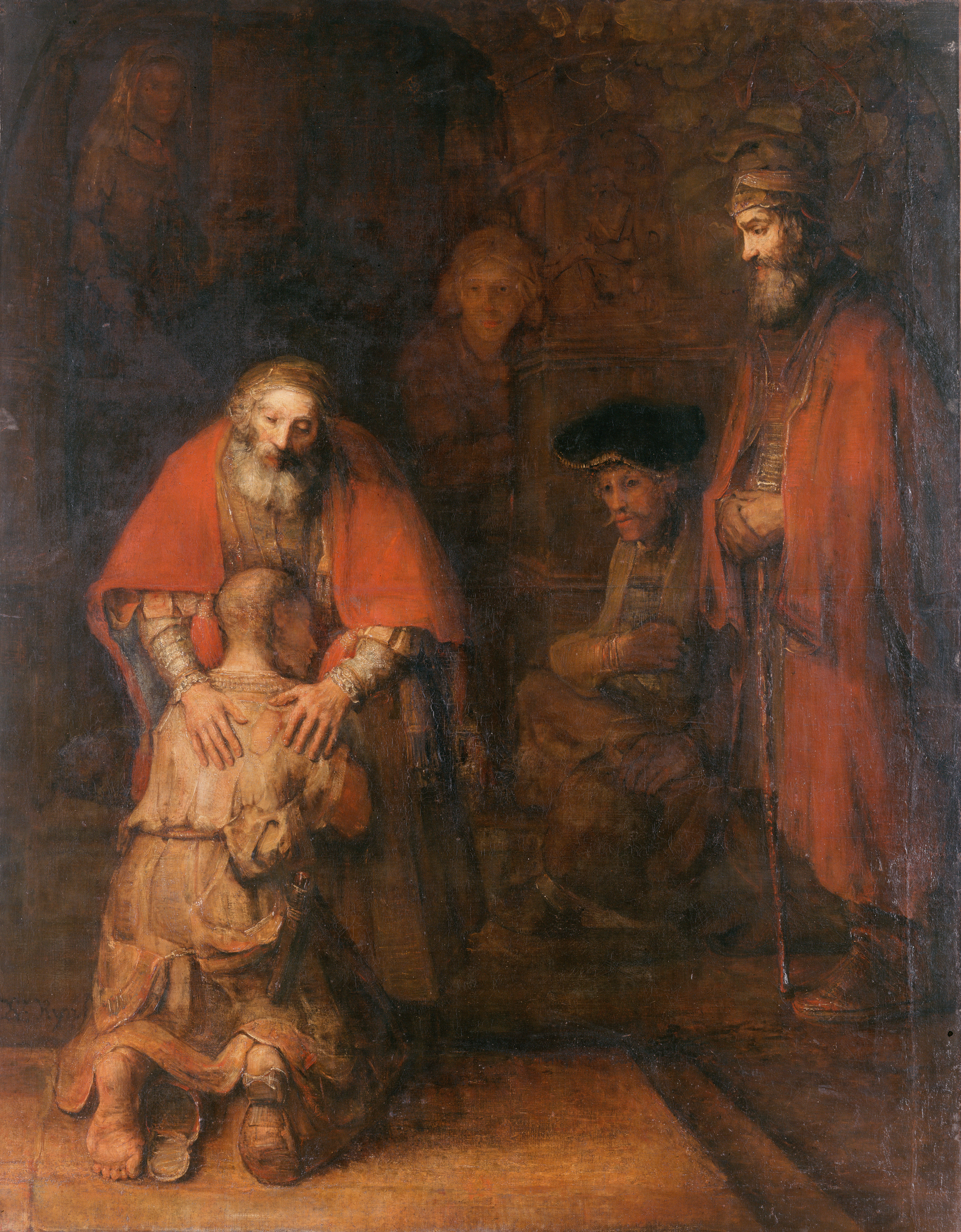
レンブラント・ファン・レイン『放蕩息子の帰還』1666-68年 エルミタージュ美術館

放蕩息子のたとえ話（ほうとうむすこのたとえばなし、英語: Parable of the Prodigal Son）は、新約聖書『ルカによる福音書』15章11〜32節でイエス・キリストが語った、神のあわれみに関するたとえ話である。
このたとえ話は、福音書に登場するたとえ話のうちで、最もよく知られているもののひとつである。

## 解説
この物語の主題は、神に逆らった罪人を迎え入れる神のあわれみ深さである。登場する「父親」は神またはキリストを、「弟」（放蕩息子）は神に背を向けた罪びとを、「兄」は律法に忠実な人を指しているといわれる。
放蕩息子であった弟が故郷に帰還し、父親に祝宴を開いて受け入れられるという物語を通して、神の深い憐れみの奥義が表現されている。
一方、弟のために開かれた盛大な祝宴を喜ぶことができず、父親に不満をぶつける兄の姿は、律法に忠実な人が陥りやすいファリサイ派の精神、傲慢さを表していると読むこともできる。この読み方によれば、兄をたしなめる父親のことばはファリサイ派のパン種（偽善・慢心）に注意しなさいという、この兄のようないわゆる「善人」への警告を含んでいるとも読み取れる。マタイによる福音書（20章1-16節）でイエスは「ぶどう園で働く労働者のたとえ」を語っている。一番はじめに呼ばれた労働者は夜明けから働いた。そしてある人は午前9時から、ある人は12時から、ある人は午後3時から、またある人は午後5時からという具合にぶどう園で働いてもらい、最後に主人は最後に呼ばれた者から順番に同じ金額の報酬を与える。このことに対し最初の労働者が主人に向かって不平を言った。放蕩息子の兄の不平はこの最初の労働者の不平と同じものと言えるのであろう。。
また同時にこのたとえ話は、神の楽園から追い出されていった創世記のアダムとエバの子孫である人類に対して、神の楽園への帰還を呼びかけるという、壮大な救済の物語を象徴的に重ね合わせている。

## 文化的影響

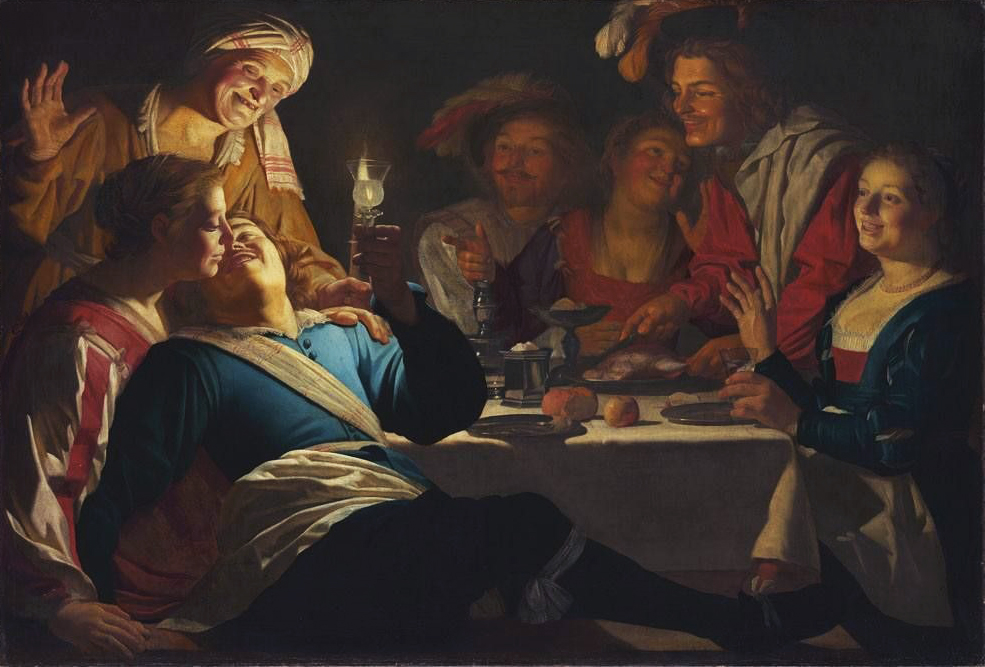
ジェラール・ファン・ホントホルストの「放蕩息子」(1623年)

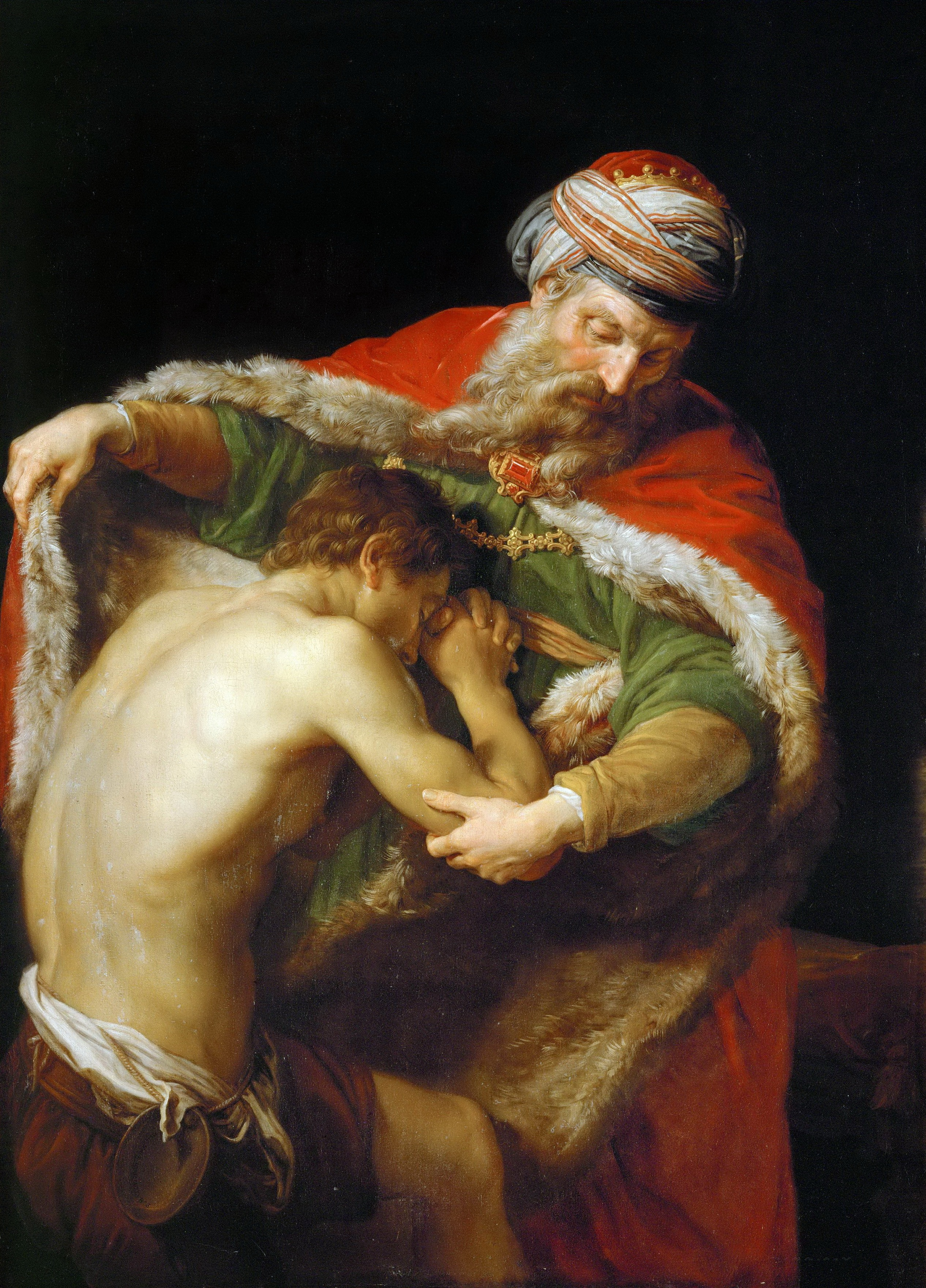
ポンペオ・バトーニ「放蕩息子の帰還」(1772年)

イエスのたとえ話の中でも、もっとも有名なもののひとつである「放蕩息子のたとえ話」は、多くの芸術作品のテーマとなった。レンブラントやホントホルストなど、北ヨーロッパのルネッサンスの多くの画家たちがこの主題を取り上げ描いた。

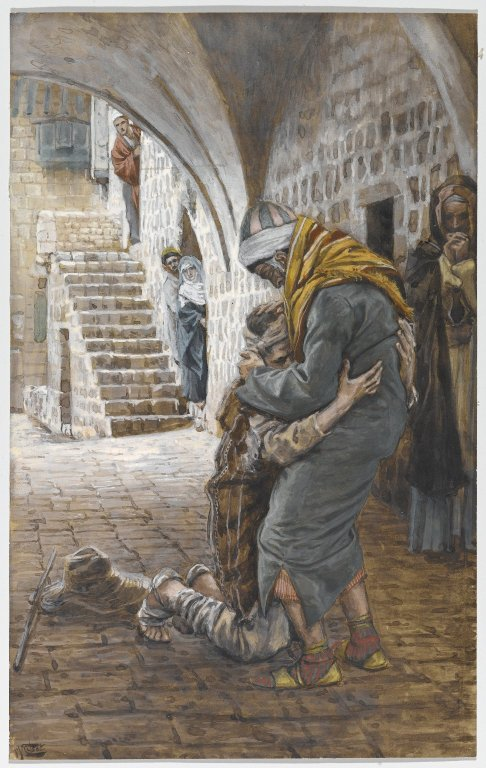
ジェームス・ティソ「放蕩息子の帰還」(1886-94年) ブルックリン美術館

また、15世紀と16世紀にはイギリスの道徳劇のサブジャンルともみなされるほどの人気であった。シェイクスピアも「ベニスの商人」や「お気に召すまま」「冬物語」でも言及されている。

### "Lost and Found"
「彼は失われていたが見いだされた」(Luke 15:11-32) という言葉は父の言葉としてルカの福音書のなかで二度使われているが、そこから遺失物取扱所、落とし物届、の意で使われるようになる。また「失われていたが見いだされた」という言葉は、無条件の神の愛によって救われる罪深い人間の救済を表すメタファーとなり、奴隷貿易の商人から転じて牧師となったジョン・ニュートン作詞の賛美歌アメイジング・グレイスの歌詞にも使われている。